# Croix du cimetière de Grand-Champ
La Croix du cimetière de Grand-Champ est située  au cimetière de  Grand-Champ dans le Morbihan.

## Historique
La croix du cimetière de Grand-Champ fait l’objet d’une inscription au titre des monuments historiques depuis le 23 mai 1927.

## Architecture
La croix est située au centre du cimetière.
Le fût monolithe de la croix est érigé sur un socle de granit.